# Herderpark
Le Herderpark est un parc de Vienne situé dans le quartier de Simmering. D'une superficie de 42 600 m², c'est le plus grand parc de Simmering. Le parc porte le même nom que la Herderplatz adjacente, qui doit son nom au philosophe et poète Johann Gottfried Herder (1744-1803).

## Histoire
À l'origine, une partie de l'actuel parc Herder était le jardin de l'école primaire de la Herderplatz, construite entre 1910 et 1911. Au moment de la Première Guerre mondiale et jusque dans les années 1920, des jardins familiaux étaient présents sur le site. De 1923 à 1926, plusieurs bâtiments municipaux aujourd'hui classés furent construits dans les environs, dont le Josef-Scheu-Hof et le Dr.-Franz-Klein-Hof. Finalement, la zone a été transformée en parc avec une piscine extérieure pour enfants selon les plans de l'architecte de jardin Friedrich Kratochwjle ; l'inauguration a eu lieu le 4 mai 1930. Après la fin de la Seconde Guerre mondiale, le parc a été agrandi, un abri anti-aérien a cédé la place à un terrain de jeu de balle et la promenade le long de l'ancien canal Wiener Neustädter (aujourd'hui une ligne de train express y circule) a également été agrandie au profit du parc.
En 2006, le parc a été revitalisé par l'architecte paysagiste Ferenc Bodi et rouvert en septembre 2006. Les quatre hectares du parc comprennent aujourd'hui une piscine d'été et familiale, des aires de jeux et des terrains de sport, un espace spécialement conçu pour les jeunes avec des tables de ping-pong et une salle, et un endroit conçu principalement pour les personnes âgées, avec des tables d'échecs et de moulin et une tonnelle.
Au centre du parc, flanquée de parterres de roses, se trouve la fontaine  « La Sirène » construite en 1931 par Franz Sautner. A l'ouest ouest du parc se trouvent l'installation sportive pour les jeunes Herderpark de 6 000 m² ainsi qu'un espace canin clôturé. La piscine familiale, construite en 1929, est située au nord du domaine. Le bâtiment classé, entièrement rénové dans les années 1990, a été gravement endommagé par un incendie en janvier 2009. Après la démolition des ruines incendiées, le bâtiment en bois a été reconstruit en accord avec l'Office fédéral des monuments et la piscine a été rouverte en juillet 2009.

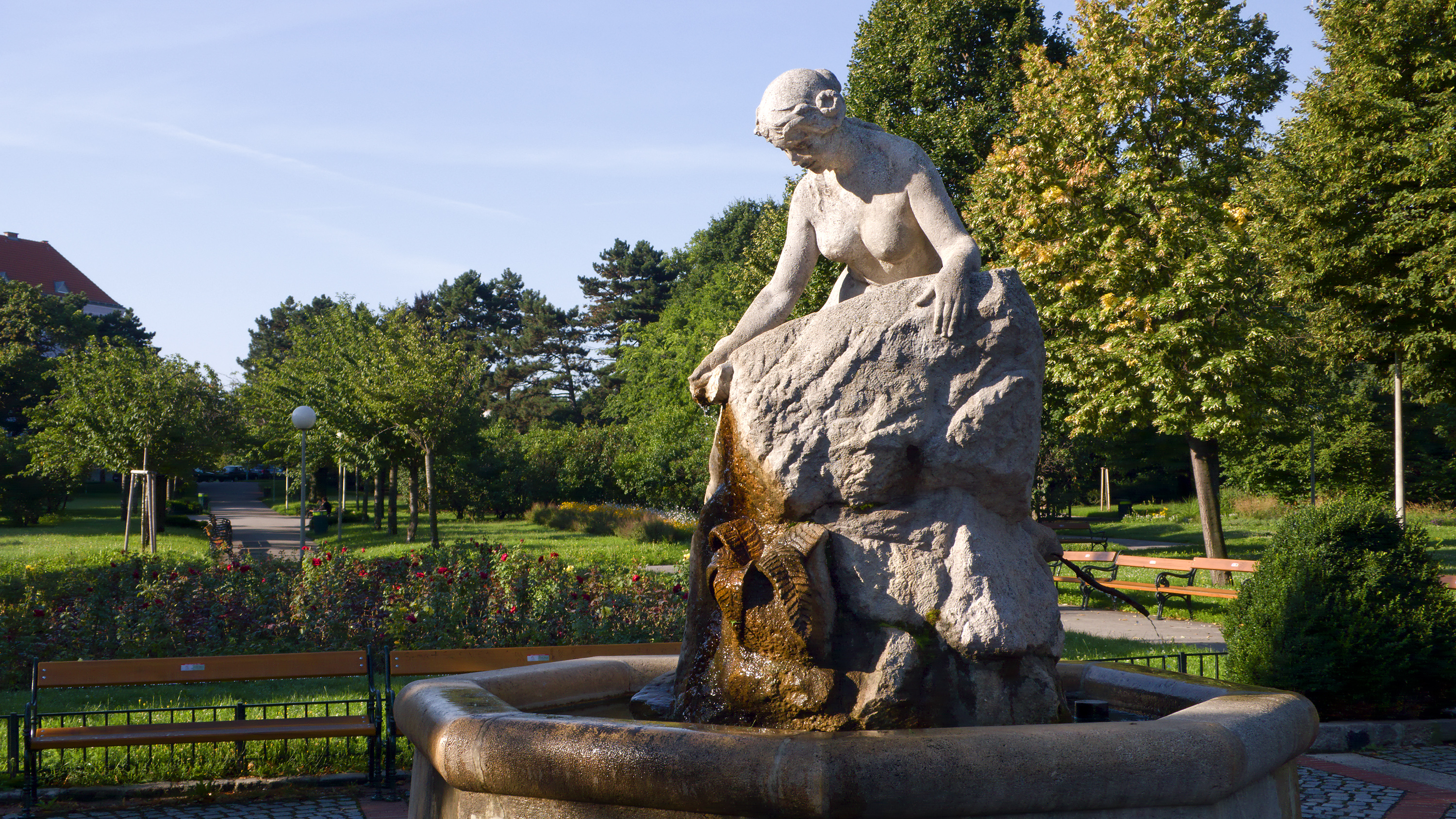
« Fontaine de la Sirène » au centre du parc
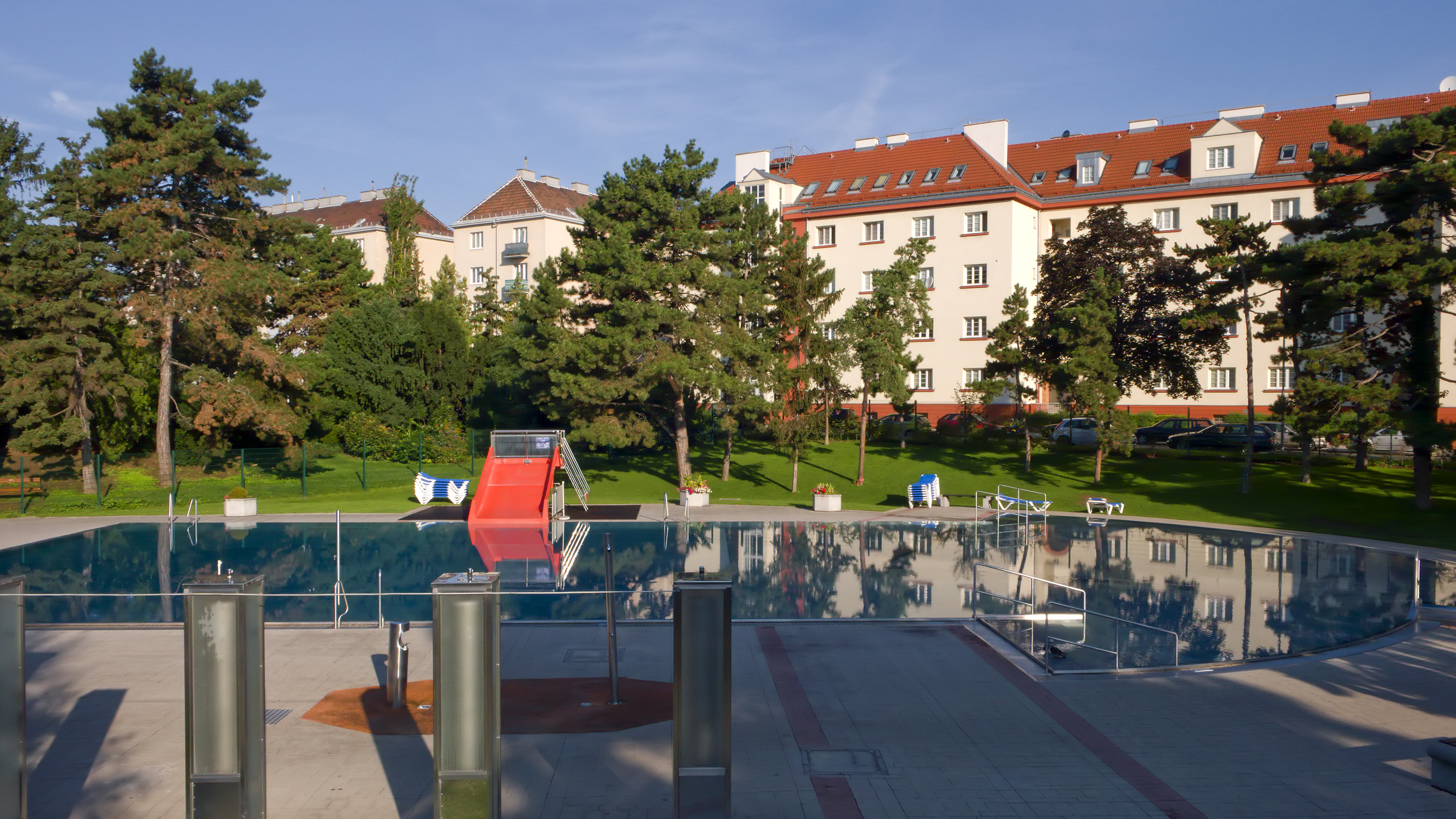
Piscine extérieure pour enfants à Herderpark
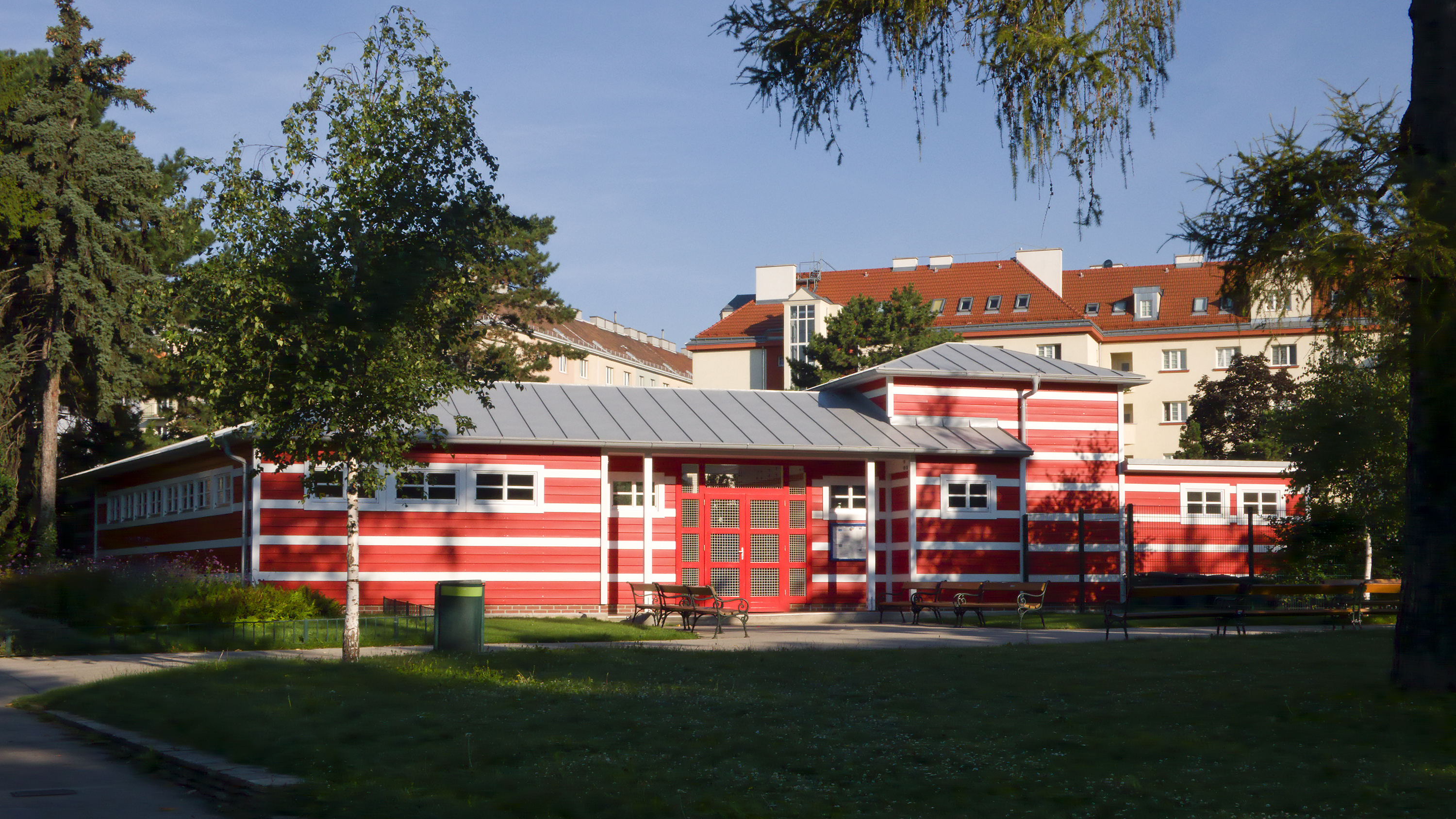
La piscine vue de l'extérieur

## Liens web
- Page du bureau du jardin municipal sur Herderpark